# Museo civico di Crema e del Cremasco
(Amos Edallo)
Il Museo Civico di Crema e del Cremasco è un museo di Crema, istituito nel 1960. È ospitato nell'ex-convento di Sant'Agostino ed è composto da alcune sezioni, fra le quali quella archeologica, quella storica e quella artistica, costituite da oggetti, documenti e opere d'arte prevalentemente attinenti al territorio cremasco.

## La sede e le sue vicende storiche
Sede del museo è l'ex-convento di Sant'Agostino, fondato nel 1439 e incentrato intorno ai due chiostri di stile rinascimentale. Un'ala del secondo chiostro è occupata dal grande refettorio affrescato nel 1507 dal pittore Pietro da Cemmo. Nel 1797 la Municipalità autonoma di Crema, nata a seguito della costituzione della Repubblica Cisalpina, soppresse il convento e fece del complesso un ospedale. Poco dopo, esso mutò nuovamente destinazione, diventando una caserma. Nel 1945 la caserma fu dismessa e l'area, di proprietà dello Stato, venne data in uso al Comune di Crema, che la impiegò temporaneamente come magazzino e rifugio per senzatetto e sfollati a causa del conflitto. Solo nel 1959 il Comune riuscì ad acquisire l'immobile e a dare il via, sotto la direzione dell'architetto Amos Edallo, a importanti lavori di riqualificazione, al fine di destinare l'ex-convento ad un uso culturale. Oltre al nuovo Museo civico, l'edificio ospitò per molti anni anche la Biblioteca comunale, ora spostata nel Palazzo Benzoni.

## Storia del museo
Dopo decenni di richieste da parte della cittadinanza, l'istituzione del Museo fu ufficializzata con delibera comunale nel 1959. I lavori partirono sotto la direzione di Edallo, e portarono in poco tempo ad una prima provvisoria sistemazione del materiale nel frattempo raccolto.
Nel maggio del 1963 avvenne l'inaugurazione vera e propria: il patrimonio museale era stato suddiviso in alcune sezioni: storica, musicale, artistica, ma anche cartografica, ceramistica, numismatica, folkloristica e artigianale. Oltre alla figura di Edallo, si ricorda in particolare il coinvolgimento di Winifred Treni De Gregory e del pittore Gianetto Biondini, che curò la sezione artigianale ma soprattutto quella artistica, una delle più corpose del patrimonio museale. Nel 1965 vennero inaugurate due nuove sezioni: quella dei cimeli garibaldini e quella archeologica, resa particolarmente ricca dalla scoperta poco tempo prima di alcune tombe longobarde a Offanengo.
Nel maggio del 2014 è stata inaugurata la nuova sezione di arte moderna e contemporanea, ampliata rispetto al nucleo precedente e dedicata ad opere del XIX e del XX secolo, selezionate a cura del critico d'arte Cesare Alpini. L'anno successivo è stata istituita la sezione di arte organaria, omaggio alla tradizione cremasca nella realizzazione di organi a canne e primo percorso museale italiano dedicato a questo tema.

## Collezioni ed organizzazione delle sezioni

### Sezione archeologica
Questa sezione raccoglie numerosi reperti di diverse epoche: resti di animali (fra cui cervi, uri e bisonti) e fossili risalenti al paleolitico, oggetti del neolitico, dell'Età del Bronzo e del Ferro. Piuttosto ricche sono le raccolte di reperti di epoca tardo-romana, grazie soprattutto agli scavi archeologici di Palazzo Pignano, e di epoca longobarda, a causa dei citati ritrovamenti nella zona di Offanengo.
Nei chiostri sono inoltre conservate due grandi piroghe lignee di età tardo-medievale.

### Sezione storica
La sezione storica raccoglie documenti, cimeli ed oggetti delle epoche a partire dalla fine del medioevo. Alcuni documenti testimoniano la realtà politica e sociale della città di Crema sotto il dominio della Serenissima. Un nucleo importante è quello costituito da documenti del 1797, anno della caduta della Repubblica di Venezia, della costituzione da parte di Napoleone dell'effimera Repubblica Cremasca e della sua subitanea annessione alla Repubblica Cisalpina. Ad alcune carte di epoca asburgica fa idealmente seguito un ricco repertorio di cimeli, documenti e memorie risorgimentali, testimoni della presenza a Crema di importanti personalità dell'epoca, quali Enrico Martini e Vincenzo Toffetti e delle visite alla città effettuate da Giuseppe Garibaldi nel 1862 e da Vittorio Emanuele II nel 1859. Relativamente alla Grande Guerra, sono significativi alcuni cimeli del Generale Fortunato Marazzi e del Maggiore di Fanteria Umberto Fadini, personaggi cremaschi che hanno avuto ruoli di rilievo nel conflitto.

### Sezione artistica

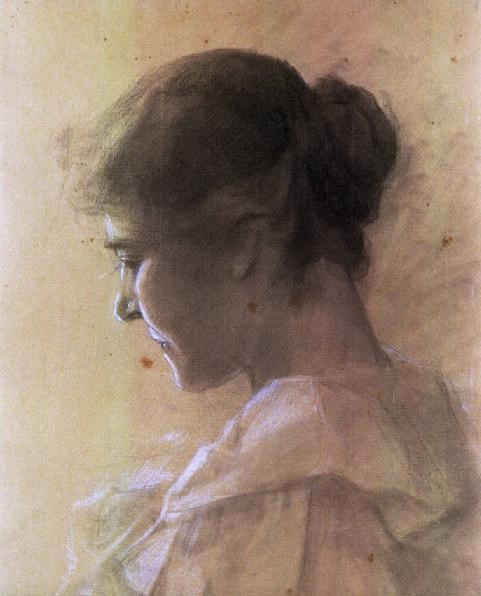
Camilla Marazzi, Ritratto di ragazza.

La sezione artistica, prevalentemente pittorica, raccoglie opere d'arte dal XVI secolo ai giorni nostri.
Dei secoli più antichi si conservano opere di Vincenzo Civerchio, Carlo Urbino, Gian Giacomo Barbelli, Giovanni Battista Lucini, Tomaso Pombioli (detto Il Conciabricci), Tommaso e Mauro Picenardi.
Una notevole componente della collezione del museo è costituita dalla sezione d'arte moderna e contemporanea, che comprende dipinti e sculture di artisti cremaschi del XIX e del XX secolo come Eugenio Giuseppe Conti, Angelo Bacchetta, Camilla Marazzi, Amos Edallo, Carlo Martini, Achille Barbaro, Carlo Fayer, Gianetto Biondini e Federico Boriani.
Il Museo conserva inoltre dipinti del castelleonese Francesco Arata e del trevigliese Trento Longaretti.

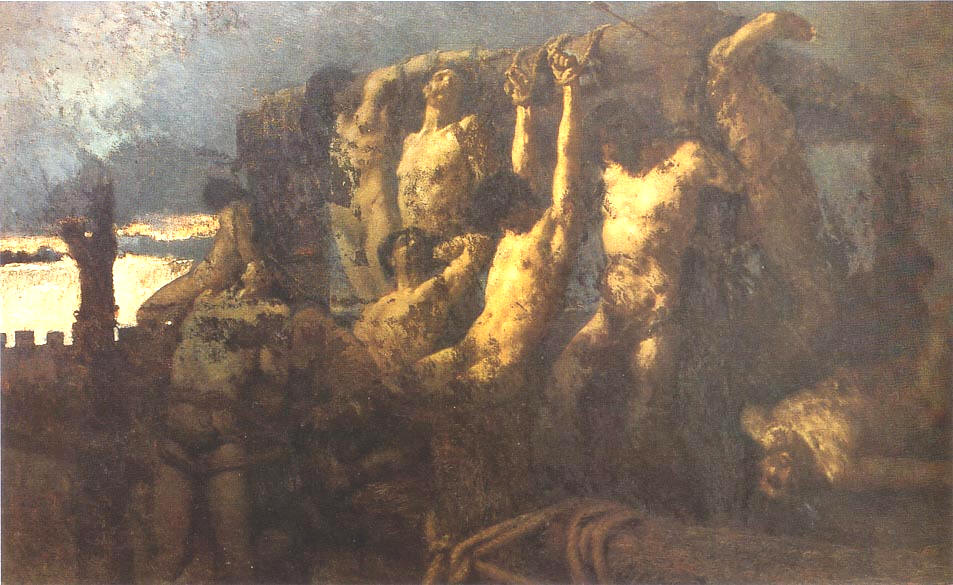
Gaetano Previati, Gli ostaggi di Crema, 1879.

Oltre alla produzione artistica cremasca, sono presenti nel museo alcuni dipinti di altri autori italiani e stranieri, ma dai soggetti attinenti le vicende di Crema e di alcuni suoi cittadini illustri. In particolare, si segnalano i dipinti Enrico Martini, diplomatico in Russia di Karl Pavlovič Brjullov e Gli ostaggi di Crema di Gaetano Previati, di proprietà dell'Accademia di belle arti di Brera e dato in deposito al museo cremasco. Di Previati è conservato nel museo anche un secondo dipinto, Cristo e gli apostoli. Di tematica cremasca è pure un Ritratto di Alberico Sala di Aligi Sassu.
Slegati dal contesto cremasco sono invece alcuni dipinti di Palma il Giovane, del Guercino, del Bronzino, di Fra Galgario, del Magnasco, del Cignaroli e, di epoca più recente, un Ritratto d'uomo di Domenico Induno.

### Sezione musicale
La sezione testimonia la tradizione musicale di Crema, città natale di compositori quali Francesco Cavalli e Giovanni Bottesini e patria dei costruttori di organi Pacifico Inzoli e Giovanni Tamburini. Legata alla tradizione musicale è quella scenografica: il Museo civico conserva infatti numerosi bozzetti e cartoni dei cremaschi Luigi Manini e Antonio Rovescalli, pittori e scenografi del Teatro alla Scala di Milano.
La sezione è stata recentemente smantellata per far posto al nuovo allestimento della Sezione Artistica.

### Altri allestimenti
Alcuni locali sono destinati ad un recente allestimento etnografico, la cosiddetta "Casa cremasca", ossia una ricostruzione di una tipica dimora contadina cremasca della fine dell'Ottocento. Il Museo civico ospita pure una curiosa collezione di macchine per scrivere, a ricordo della lunga attività industriale svolta a Crema da due industrie di quel settore: Serio-Everest e Olivetti.